# Eisenbahnunfall von Bimalgarh
Bei dem Eisenbahnunfall von Bimalgarh entgleiste am 5. Dezember 2005 ein Güterzug beim Bahnhof von Bimalgarh, im indischen Bundesstaat Odisha. 16 Menschen – überwiegend Schwarzfahrer – starben.

## Ausgangslage
Die Bahnstrecke weist zwischen dem Ausgangsbahnhof und der Unfallstelle ein erhebliches Gefälle auf, weshalb am Bahnhof Bimalgarh ein Sandgleis zum Auffangen entlaufener Züge eingebaut war.
Der Güterzug war von Rakshi zu einem Stahlwerk in Rourkela unterwegs. Er bestand aus zwei Diesellokomotiven und 57 Wagen, die Eisenerz geladen hatten, und einem Dienstbegleitwagen. Dort fuhren eine ganze Reihe Schwarzfahrer mit.

## Unfallhergang
Die Lokomotivmannschaft versäumte es, vor der Abfahrt zu überprüfen, ob der Zug ausreichend Bremskraft aufwies, was nicht der Fall war. Als der Zug sich dem Bahnhof Bimalgarh näherte, wies er eine viel zu hohe Geschwindigkeit auf und wurde auf das Sandgleis geleitet. Die folgende Entgleisung betraf beide Lokomotiven, 32 Güterwagen und den Begleitwagen.

## Folgen
16 Menschen starben, davon waren vier Eisenbahner und 12 Schwarzfahrer. Das Lokomotivpersonal überlebte.